# Leptoptilos
Os marabus são aves classificadas no género Leptoptilos da família Ciconiidae. Estas aves distribuem-se por diversas zonas tropicais da Ásia e África.

## Espécies
- Leptoptilos javanicus
- Leptoptilos dubius
- Marabu-africano, Leptoptilos crumeniferus